# Obereopsis trinotaticollis
Obereopsis trinotaticollis là một loài bọ cánh cứng trong họ Cerambycidae.